# Charierges brunneomedia
Charierges brunneomedia là một loài bướm đêm trong họ Noctuidae.